# ZB ABe 130
Het elektrisch treinstel ABe 130, gebouwd door Stadler Rail en ook wel Spatz genoemd, is een lichtgewichttrein met lagevloerdeel voor het regionaal personenvervoer van de Zentralbahn (ZB) in Zwitserland.

## Geschiedenis
In 2004 bestelde Zentralbahn 10 treinstellen voor meterspoorlijnen van het type Spatz bij Stadler Rail. Het acroniem Spatz staat voor Schmalspur PAnorama TriebZug en is bovendien een van de Duitse woorden voor mus. Het treinstel kan gecombineerd worden met een stuurstandrijtuig van het type ZB ABt8. De 'roll out' vond op 23 oktober 2004 plaats in Bussnang, de vestigingsplaats van Stadler Rail.

## Constructie en techniek
Het driedelige treinstel is opgebouwd uit een aluminium frame met een frontdeel van glasvezel-versterkt kunststof. Het treinstel bestaat uit een motorrijtuig voorzien van panoramisch uitzicht in het dak in het midden, met aan beide einden een aangekoppeld koprijtuig met lagevloerdeel. De treinstellen zijn uitgerust met een automatische koppeling van GF. Deze treinstellen kunnen tot drie stuks gecombineerd in treinschakeling rijden. Zij zijn uitgerust met luchtvering. Zij hebben geen tandrad voor tandradspoorwegen.

## Treindiensten
Het treinstel wordt door de Zentralbahn ingezet op de trajecten:
- Luzern - Giswil
- Luzern - Engelberg (sinds december 2010)
- Interlaken Ost - Meiningen

## Foto's

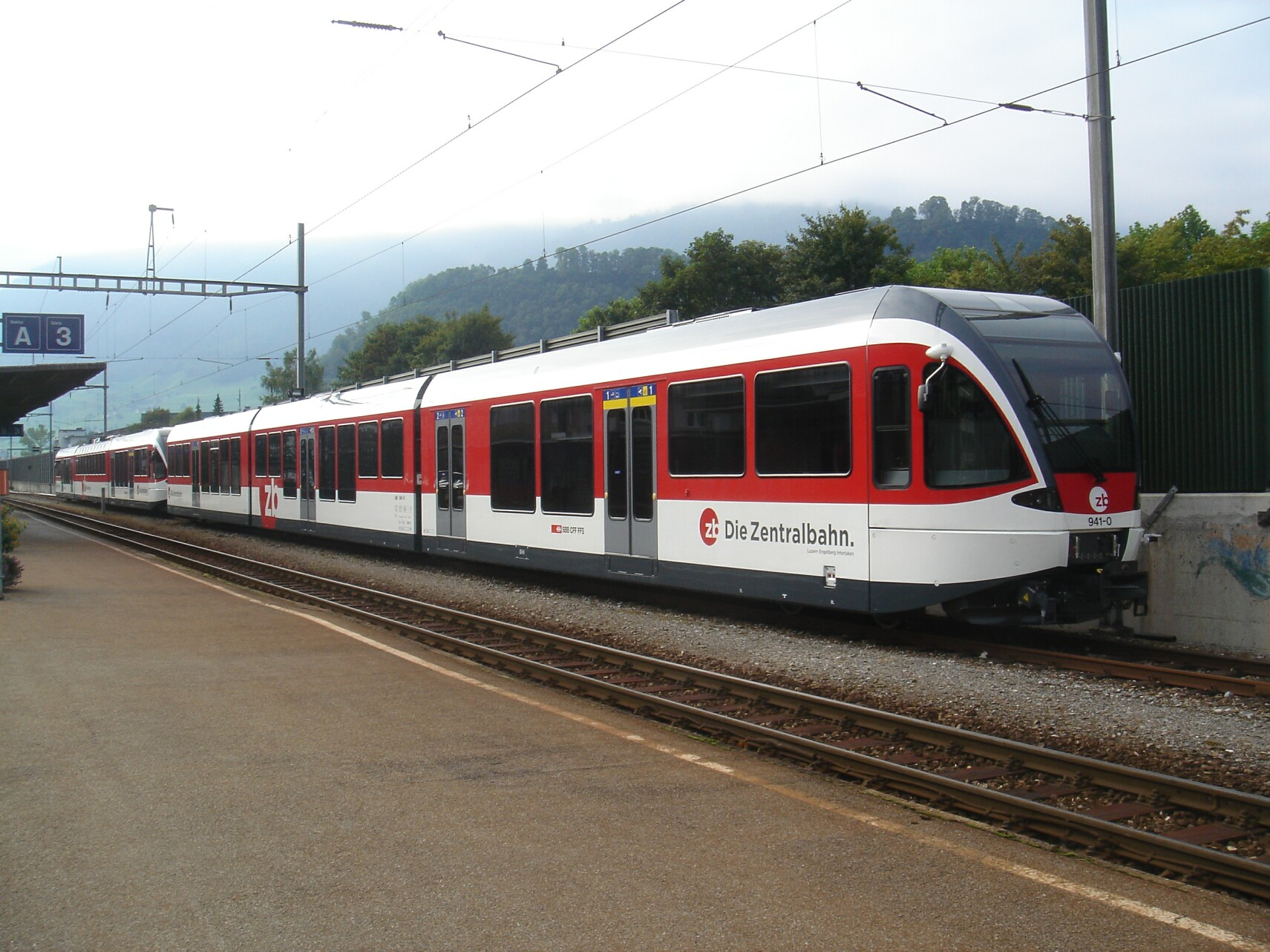
Stuurstandrijtuig ABt 941 op 9 september 2006 in Stansstad
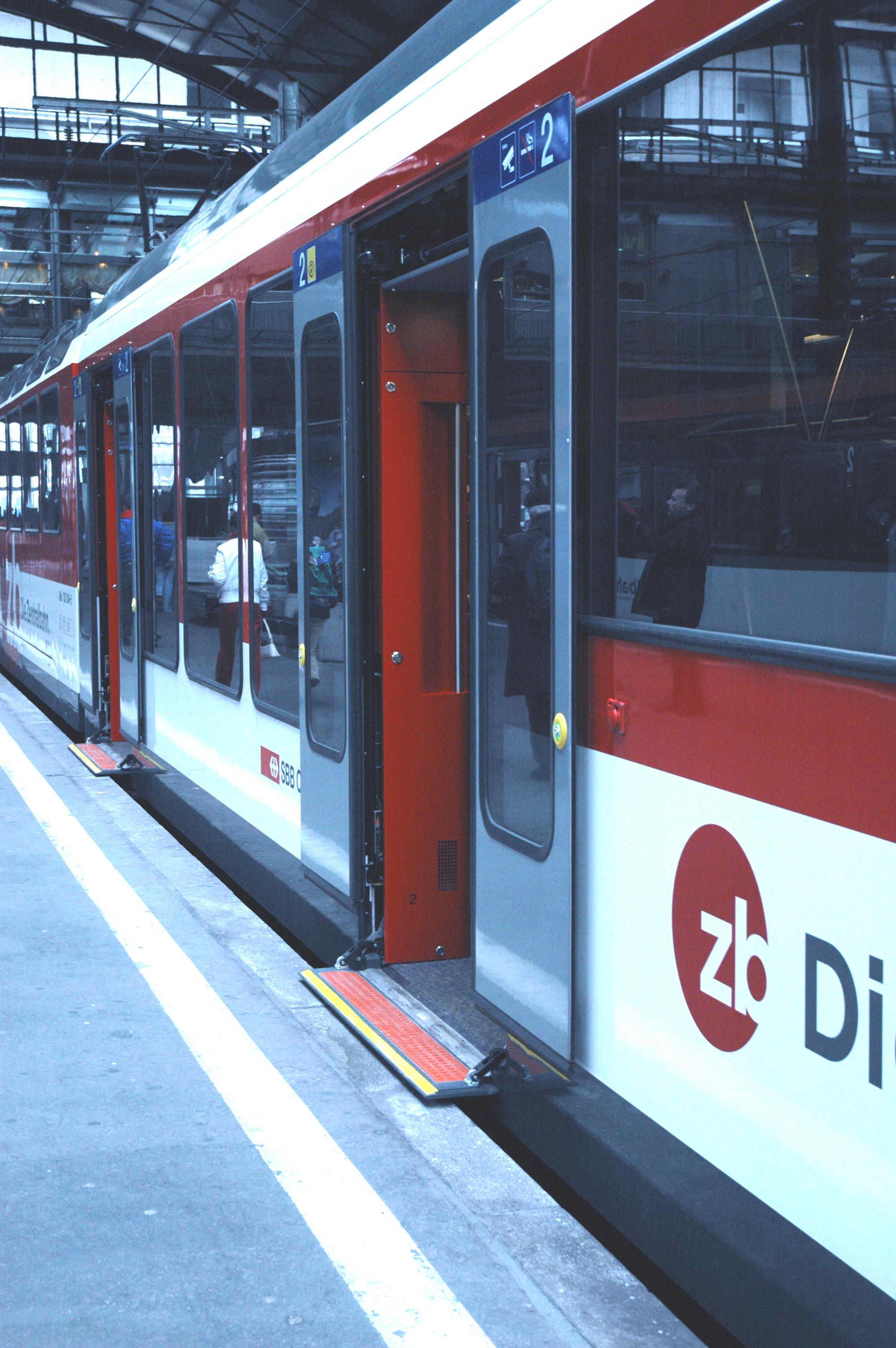
Deuren met omklapbare plank

de voormalige spoorwegondernemingen SBB Brünigbahn en Luzern-Stans-Engelbergbahn (LSE)